# رامون ماريا ناربايز
الدون رامون ماريا ناربايز يي كامبوس، دوق فالنسيا الأول (بالإسبانية: Don Ramón María de Narváez y Campos, I Duque de Valencia)‏ـ(5 أغسطس 1800 – 23 أبريل 1868) كان رجل دولة وجندي إسباني. شغل منصب رئيس وزراء إسبانيا من 3 مايو 1844 إلى غاية 12 فبراير 1846.

## البداية
هو رامون ابن خوسيه ماريا نارفايس وبورسيل، الكونت الأول لكنيادا ألتا، وزوجته ماريا رامونا كامبوس وماتيوس، وله أخ شقيق يدعى خوسيه نارفايس كامبوس الكونت الثاني لكنيادا ألتا.
بدأت حياته العسكرية في فوج حرس الوالون [الإنجليزية] سنة 1815، وخلال فترة حكم الثلاث سنوات الليبرالي (1820-1823) اختار أن يكون أحد أنصار الليبرالية، فانضم إلى الكتيبة المقدسة، وتولى دورا قياديا في مكافحة تمرد الحرس الملكي في مدريد (يوليو 1822) -كانوا مؤيدي الحكم الجبري للملك-، وخدم تحت قيادة فرانسيسكو إسبوز في كتالونيا، اعتقل على يد جيش مئة ألف من أبناء سانت لويس حيث بقي في فرنسا حتى 1824.
كان متعاطفا مع المحافظين لذا لم يتمكن من دعم المعارضة الراديكالية لفيرناندو السابع الذي خدمه بعد عودته إلى الحكم. ولكن عندما توفي الملك في 1833 أصبح ناربايز أحد أنصار المحافظين لإيزابيل الثانية.

## الحرب الكارلية
بعد رفضه التحيز أي نوع من المواقف خلال عهد فرناندو السابع، بدأت ملامح الحرب الكارلية سنة 1834 فوقف بجانب الملكة إيزابيل خلال تلك الحرب. فشارك في معركة منديجوريا قائدا لكتيبة إنفانتي في يوليو 1835. فنال بسبب أدائه الجيد على ترقية إلى عقيد، ثم شارك في معركة أرلابان سنة 1836 ونال بها ترقية إلى عميد.وقد حقق شعبية كبيرة بانتصاره على الجنرال الكارلي ميغيل غوميز داماس وزير حربية الكارلي، حيث عمل تحت إمرة الجنرال إيسيدرو أليكس فابريغاس، ثم مع الجنرال إسبارتيرو.

## دخوله البرلمان
بعد تطهيره لا مانشا من قطاع الطرق بسياسة قمع قوية في 1838 تم تعيينه كابتن عام قشتالة القديمة، والقائد العام لجيش الاحتياط. وانتخب عضوا في البرلمان. جعلت مهارته العسكرية وأيديولوجيته الليبرالية ان طلب منه كلا الحزبين التقدم والوسط على حد سواء أن يدرجاه في أحزابهم. وفي سنة 1840 اضطر إلى اللجوء إلى فرنسا بسبب موقفه المعادي للإسبارتيرو، وقد خطط بالاشتراك مع ماريا كريستينا في حملة 1843 التي أدت إلى الإطاحة ب إسبارتيرو.

## رئاسة الحكومة
بعد بلوغ الملكة إيزابيل الثانية السن القانوني لتمسك زمام المملكة، تمكن ناربايز في 3 مايو 1844 من ان يصبح رئيس الوزراء ال 26، ووزيرا للخارجية ال 102 من 1 يوليو 1844 حتى 21 أغسطس 1844، وأعطته الملكة في 18 نوفمبر 1845 منصب مشير (Field marshal) ودوق فالنسيا. خلال أول حكومة قمع ناربايز انتفاضة زوربانو دبرها بريم في مكيدة ضده. كانت لتلك تدابير رئيسية جرت كالتالي:
- الإصلاحات الضريبية التي أجراها أليخاندرو مون، فقد وحد مجموعة الضرائب الموروثة من النظام القديم إلى أربعة فقط.
- الحرس المدني أسسه فرانسيسكو خافير خيرون في 13 سبتمبر 1844.
- التعليم العام [الإسبانية] أعاد بيدرو خوسيه بيدال تشكيل النظام التعليمي الذي بموجبه تتولى الدولة شؤون التعليم العام كسلطة خاصة بها.
- الأملاك الكنسية [الإنجليزية]: تم وقف بيع ممتلكات الكنيسة.
- إصلاح الجهاز الإداري للدولة ومركزية الدولة في قانون 8 يناير 1845.
- حرية الصحافة مرسوم 6 يوليو 1845، الذي حد نوعا ما من حرية الصحافة وضعها حصريا من اختصاص محاكم عن طريق المحلفين.
- الاقتراع حسب التعداد حسب قانون الانتخاب 1846.

كان سقوط نارفيز في 11 فبراير 1846 يرجع في الأساس إلى الخلافات التي نشأت داخل الحكومة بشأن مسألة زواج الملكة. ولكن دعته الملكة مرة أخرى لرئاسة مجلس الوزراء الثامن والعشرين من 16 مارس إلى 4 أبريل 1846 والوزير 105 من 16 مارس 1846 إلى 5 أبريل 1846. ثم عين سفيرا في باريس.

## الرئاسة الثانية
استأنف ناربايز رئاسة مجلس الوزراء في 4 أكتوبر 1847 حتى يناير 1851، فيما عدا فترة يومين 19-20 أكتوبر 1849 استلمها الكونت دي كلونارد. وقد انعكست الثورات التي لفت أوروبا على أوضاع إسبانيا، فاندلعت أعمال شغب وثورات عسكرية في الشوارع مما دعا ناربايز أن يقمعها بقوة. واندلعت أيضا الحرب الكارلية الثانية تشجيع من الكونت كارلوس. وكانت أهم إنجازات هذه الحكومة الثانية هي تحييد حركات 1848 الثورية، ثم التوقيع الوثيقة البابوية مع الكرسي الرسولي، وسن قانون العقوبات الجديد (22 سبتمبر 1848).
في 14 كانون الثاني 1851 استقال وحل محله خوان برافو موريللو رئيسا للوزراء.

## الرئاسات التالية ووفاته
وبعد الإعلان العسكري ليوبولدو أودونيل وقيام حكومة الاتحاد الليبرالي، عهد إلى ناربايز تشكيل الحكومة مرة أخرى، التي ترأست بين 12 - 15 أكتوبر 1857. وترأس ثلاث حكومات بين 1856 و 1868، ومارس سياسة قمعية ضد أي مظاهرة تخريبية، في الوقت نفسه كان يحاول إدخال تدابير إصلاحية.
وكانت وفاة رامون ماريا ناربايز يوم 23 أبريل 1868. وقد تسببت بوفاته بحدوث تصدع وانهيار سريع حزب الوسط. وبعدها بخمسة أشهر فقط، أي في 19 سبتمبر 1868 حدث الثورة المجيدة التي وضعت حدا لملكية إيزابيل الثانية الدستورية.